# SALT I
SALT I is de officieuze naam voor de verdragen die voortkwamen uit de Strategic Arms Limitation Talks in 1972 tussen de Sovjet-Unie en de Verenigde Staten van Amerika met als doel het aantal strategische wapens en de kracht van het nucleaire arsenaal van beide supermachten niet verder te laten groeien.
De eerste sessie gesprekken tussen de Sovjet-Unie en de Verenigde Staten duurde van 17 tot 22 november 1969 en werden gehouden in Helsinki. De besprekingen over de inhoud van de SALT I-verdragen werden in april 1970 in Wenen gehouden en werden vanaf dat moment om en om in Helsinki en Wenen gehouden. Zowel Finland als Oostenrijk hadden tijdens of na de Tweede Wereldoorlog verdragen met de Sovjet-Unie gesloten waardoor zij hun neutraliteit moesten behouden tijdens de Koude Oorlog. Op 20 mei 1971 maakten Moskou en Washington bekend dat ze tot een akkoord waren gekomen op het gebied van beperking van de ontwikkeling van antiballistische raketsystemen maar dat er nog geen akkoord was omtrent de beperking van raketten bedoeld voor offensieve taken. Dit lukte wel in 1972 en op 26 mei 1972 tekenden de secretaris-generaal van de Communistische Partij van de Sovjet-Unie, Leonid Brezjnev en de Amerikaanse president, Richard Nixon een verdrag over de beperking van antiballistische raketsystemen en een interim-verdrag over de beperking van strategische aanvalswapens.